# Réserve de puissance
Pour un article plus général, voir Stabilité des réseaux électriques.

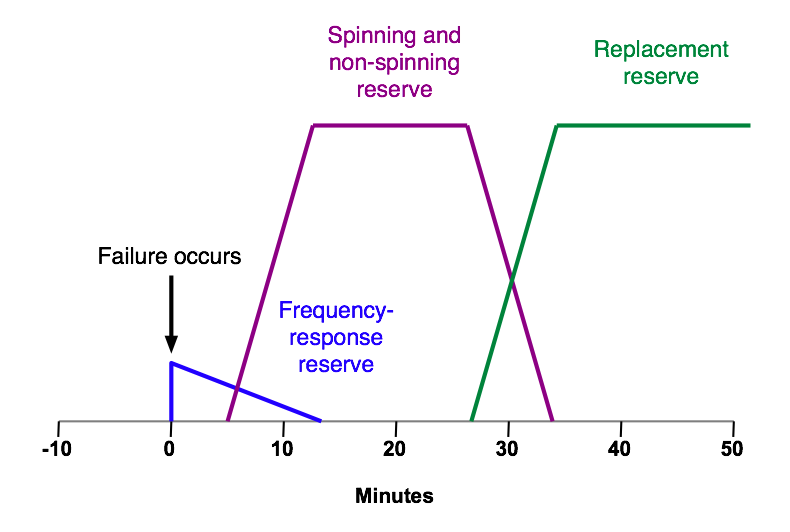
Diagramme de mise en œuvre de réserves de puissance.

Dans un réseau électrique, la réserve de puissance ou réserve d'exploitation est la capacité de production disponible pour le gestionnaire du réseau dans un intervalle de temps limité afin de satisfaire la demande en cas d'arrêt d'une unité de production, d'une rupture dans la fourniture d'électricité, ou d'un pic de la demande. La plupart des systèmes électriques sont conçus pour que dans des conditions normales d'exploitation, la réserve de puissance soit toujours au moins égale à la capacité du plus grand générateur plus une fraction de la pointe de charge.
La réserve de puissance est constituée d'une réserve synchronisée (tournante) ainsi que d'une réserve arrêtée (non tournante) ou supplémentaire :
- la réserve synchronisée est la capacité supplémentaire qui est disponible afin d'augmenter la puissance fournie par les générateurs qui sont déjà connectés au réseau. Pour la plupart des générateurs, cette augmentation de puissance fournie est réalisée par l'augmentation du couple appliqué au rotor de la turbine[2] ;
- la réserve arrêtée ou supplémentaire est la capacité supplémentaire qui n'est pas connectée au réseau mais qui peut l'être dans un délai déterminé. Dans un réseau isolé, cela équivaut à la puissance disponible à partir des générateurs à démarrage rapide[2]. Cependant, dans les réseaux interconnectés, cela peut inclure la puissance disponible dans un délai déterminé par importation de puissance de réseaux extérieurs ou l'arrêt de l'exportation vers des réseaux extérieurs[3].